# Нетреба (Варашский район)
Нетреба (укр. Нетреба) — село в Антоновской сельской общине Варашского района Ровненской области Украины.
До 2020 года входило во Владимирецкий район.
Население по переписи 2001 года составляло 583 человека. Почтовый индекс — 34377. Телефонный код — 3634. Код КОАТУУ — 5620882202.